# Phylloxiphia
Phylloxiphia is een geslacht van vlinders uit de onderfamilie Smerinthinae van de familie pijlstaarten (Sphingidae).

## Soorten
- Phylloxiphia goodii (Holland, 1889)
- Phylloxiphia bicolor (Rothschild, 1894)
- Phylloxiphia formosa Schultze, 1914
- Phylloxiphia illustris (Rothschild & Jordan, 1906)
- Phylloxiphia karschi (Rothschild & Jordan, 1903)
- Phylloxiphia metria (Jordan, 1920)
- Phylloxiphia oberthueri Rothschild & Jordan, 1903
- Phylloxiphia oweni (Carcasson, 1968)
- Phylloxiphia punctum (Rothschild, 1907)
- Phylloxiphia vicina (Rothschild & Jordan, 1915)